# Esporte de contato
Muitos esportes envolvem um certo grau de contato de jogador para jogador e/ou jogador para objeto. O termo "esporte de contato" é usado tanto em esportes de equipe quanto em esportes de combate, além da terminologia médica e dos shows de televisão como os Gladiators e Wipeout, para determinar os graus. O contato entre os jogadores é freqüentemente classificados por graus diferentes que variam de não-contato (non-contact), onde não há contato entre os jogadores, ao contato total (full-contact) ou esporte de colisão, onde as regras permitem o contato físico significativo.
A atual terminologia médica nos Estados Unidos utiliza o termo esporte de colisão em vez de esporte de contato para se referir ao rugby, futebol americano, e o lacrosse. O termo esporte de contato é usado para se referir à esportes, tais como o futebol [carece de fontes?] que permite o contato limitado. Por exemplo, a Academia Americana de Pediatria emitiu uma declaração política em 2001, intitulado Condições Médicas que Afetam o Esporte de Participação, que incluía as seguintes definições:
Em esportes de colisão (por exemplo, boxe, hóquei, futebol americano e rodeio), os atletas batem propositalmente ou colidem uns com os outros ou em objetos inanimados, inclusive o chão, com muita força. Em esportes de contato (por exemplo, basquete e futebol), os atletas normalmente fazem contato uns com os outros ou com objetos inanimados, mas geralmente com menos força do que em esportes de colisão. Em "esportes de contato limitado" (por exemplo, softball e squash), contato entre atletas ou com objetos inanimados é infrequente ou involuntário.
Esta terminologia pode ter evoluído a partir de uma citação atribuída aà Vince Lombardi e Daugherty Duffy: "O futebol não é um esporte de contato, é um esporte de colisão. A dança é um esporte de contato" [carece de fontes?]
Os esportes de contato têm um maior risco de transmissão de doenças pelo sangue entre os jogadores.

## Lesões e questões jurídicas
Muitos esportes irão penalizar os esportes de contato com as regras para determinadas situações ou casos para ajudar a reduzir a incidência de trauma físico ou contencioso para agressão ou lesão corporal dolosa.
Muitos esportes envolvem um certo grau de contato de jogador para jogador e/ou jogador para objeto. O "esporte de contato"é usada em ambos os esportes de equipe e desportos de combate, médica mostra terminologia do jogo e da televisão, como American Gladiators e Wipeout, para determinados graus. O contato entre os jogadores é frequentemente classificados por graus diferentes que variam de não-contato (non-contact), onde não há contato entre os jogadores, ao esporte de contato total (full-contact) ou colisão, onde as regras permitem o contato físico significativo.

## Equipamento de proteção
Como resultado do risco de lesões, alguns esportes requerem o uso de equipamento de proteção, como por exemplo os equipamentos de de proteção do futebol americano. Alguns esportes também são jogados em piso macio e têm estofamento sobre os obstáculos físicos, tais como postes.
O custo do equipamento pode ser um obstáculo para a participação em muitos esportes.

## Social
Há uma percepção entre alguns setores da sociedade ocidental  que os esportes de contato total são bárbaros, propensos a violência nos esportes, grosseiros e tendem a causar lesões. Nos Estados Unidos, o que levou ao fenômeno conhecido como soccer mom e um aumento geral nos esportes com menos contato. Há uma tendência prevista do aumento na participação em esportes sem contato.
Em algumas sociedades, o contato no esporte pode ter uma influência sobre as atitudes dos papéis sexuais [carece de fontes?].

## Evolução
Por causa das questões levantadas acima, muitos esportes estão reduzindo seus níveis de contato. Nos últimos anos, muito poucos órgãos esportivos do governo tem incentivado a agressão e os jogos duros.[carece de fontes?]

## Classificação do grau de contato dos esportes
As ações de contato incluem combate, bloqueio e toda uma série de outros movimentos que podem diferir substancialmente em suas regras e o grau de aplicação. No esporte, existem quatro tipos de grau de contato:
- Contato pleno (full-contact)
- Semicontato (semi-contact)
- Contato limitado (limited contact)
- Sem contato (non-contact)

### Contato pleno
Esporte de contato pleno (full-contact sport) é qualquer esporte em que significativa força de impacto física sobre os jogadores, seja ela proposital ou acidental, é permitida estando dentro das regras da disputa.
Exemplos de esportes de contato pleno são: rugby, futebol americano, lacrosse, pólo aquático, wrestling, handebol e hóquei no gelo. Artes marciais full contact são boxe, artes marciais mistas (MMA), taekwondo (sob as regras da WTF), puroresu, jujutsu, muay thai, judô, e várias formas de karate full-contact. Além disso, o kickboxing americano surgiu no início dos anos 1970, e introduziu uma versão controlada de full contact nas artes marciais.

### Semicontato
Esporte de semicontato (semi-contact sport) é normalmente um esporte de combate envolvendo ataque e que contém o contato físico entre os combatentes simulando técnicas de energia plena. As técnicas são restritas a um poder limitado, e tornar o adversário inconsciente é proibido.
Alguns esportes de semicontato usam um sistema de pontos para determinar o vencedor e o uso extensivo equipamento de proteção para proteger os atletas de uma lesão. Exemplos de esportes de semicontato incluem o caratê, o kickboxing, e vários estilos de kung fu que incorporam regras de confronto com semicontato ou kendo.
Outro indicador de um sistema de competição de semicontato em artes marciais é que, depois de um ponto ser marcado, os adversários serão separados e retomam o jogo a uma distância segura, mas muitas vezes é possível argumentar que alguns esportes de artes marciais pertencem a um ou outro grupo de contato.

### Contato limitado
Esporte de contato limitado (limited-contact sport) é o esporte em que as regras são projetados especificamente para impedir o contato entre os jogadores, quer intencionalmente ou não. Embora os contatos ainda podem acontecer, penas severas são frequentemente utilizadas para desautorizar contato substancial entre os jogadores. Estas sanções, incluindo a remoção física dos jogadores no campo de jogo, significa que o contato é moderado ou raro. Exemplos incluem basebol, basquetebol, futebol, hóquei, netball e corridas.

### Sem contato
Esporte sem contato (non-contact sport) é o esporte onde os participantes concorrem alternadamente, em vias, ou estão fisicamente separados, tornando quase impossível para eles fazer algum contato durante o curso de um jogo sem cometer uma falta fora-dos-limites, ou, mais provavelmente, a desqualificação. Exemplos incluem esportes de precisão, tais como golfe ou curling, tênis, cricket, voleibol, natação, corrida e ginástica.
No entanto, ainda há oportunidade para contato indireto, como ser atingido com uma bola, deliberadamente ou não. Mais notadamente, no cricket, os jogadores podem bater intencionalmente nos outros jogadores com a bola (bodyline ou bouncer).